# Hacklab
Et hacklab (også kaldet hackerlab, hackerspace, hackspace, makerlab eller makerspace) er en slags værksted hvor der promoveres og udvikles frigørende teknologi såsom fri software og alternative medier. Hacklabs opfordrer til aktiv deltagelse og kreativ brug af teknologi, hvilket tilhængere ser som en reaktion på en fremmedgørelse af og den passive forbrug af computerteknologi.
Ordet hacklab er en kombination af ordene hack, i betydningen associeret med Open Source hacking, og lab, der på engelsk er forkortelse for laboratorium og derfor udtales på engelsk.

## Eksterne kilder
- London Hacklabs Collective Arkiveret 5. februar 2009 hos  Wayback Machine